# Red de saneamiento

Mapa de la red de cloacas de Londres a finales del

Se denomina red de saneamiento a la infraestructura que transporta las aguas residuales o la escorrentía superficial (aguas pluviales y agua de deshielo) mediante tuberías o cloacas. Abarca componentes como desagües receptores, pozos de inspección, estaciones de bombeo, desbordes pluviales y cámaras de cribado de la red de saneamiento combinado o de las cloacas. La red de saneamiento finaliza en la entrada a una planta de tratamiento de aguas residuales o en el punto de descarga al medio ambiente. Es el sistema de tuberías, cámaras, pozos de registro, etc. que transporta las aguas residuales o pluviales.
Las redes de saneamiento son estructuras hidráulicas que funcionan a presión atmosférica, por gravedad. Solo muy raramente, y por tramos breves, están constituidos por tuberías que trabajan bajo presión o por vacío. Normalmente están constituidas por conductos de sección circular, oval o compuesta, la mayoría de las veces enterrados bajo las vías públicas. En muchas ciudades, las aguas residuales (o aguas residuales municipales) se transportan junto con las aguas pluviales, en un sistema de cloacas combinado, a una planta de tratamiento de aguas residuales. En algunas áreas urbanas, las aguas residuales se transportan por separado en las cloacas y la escorrentía de las calles se transporta por los desagües pluviales. El acceso a estos sistemas, con fines de mantenimiento, se realiza normalmente a través de una boca de inspección. Durante los períodos de alta precipitación, un sistema de saneamiento puede experimentar un evento de desbordamiento del sistema combinado o un evento de desbordamiento de las cloacas, lo que obliga a las aguas residuales sin tratar a fluir directamente a las aguas receptoras. Esto puede representar una seria amenaza para la salud pública y el medio ambiente circundante.

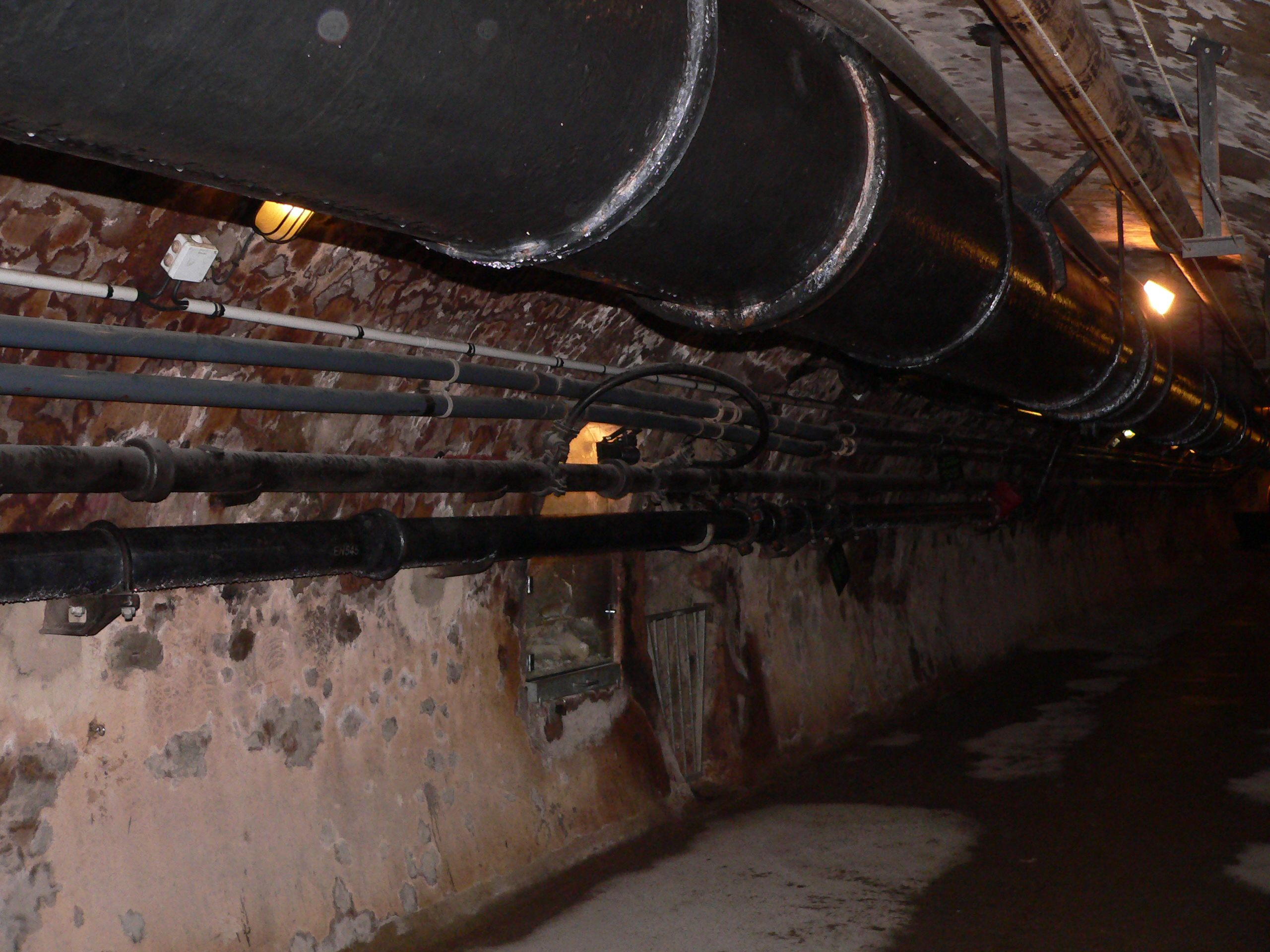
Red de saneamiento de París.

La red de saneamiento también se llama red de alcantarillado, red cloacal, limpieza profunda o red de drenaje en castellano latinoamericano.

## Historia
La red cloacal más antigua de la que se tiene referencia es la construida en Nippur (Irak), alrededor del año 3750 AC. Posteriormente en los centros poblados de Asia Menor y de Oriente Próximo utilizaron conductos de cerámica (Creta, 1700 AC). En Atenas y Corinto, en la Grecia antigua, se construyeron verdaderos sistemas de saneamiento. Se utilizaron canales rectangulares, cubiertos con losas planas que eventualmente formaban parte del pavimento de las calles; a estos afluían otros conductos secundarios, formando verdaderas redes cloacales.
Existen muchos relatos y descripciones de las cloacas de la antigüedad, quizás las más conocidas sean las de la antigua Roma, París y Londres, estas dos últimas cloacas construidas en Europa y en los Estados Unidos, se dirigían fundamentalmente a la recolección de las aguas de lluvia. Las aguas usadas de origen humano solo comenzarán a ser conectadas a las cloacas en 1815 en Londres, en Boston a partir de 1833, y en París, sólo a partir de 1880
La primera red de saneamiento moderno se diseñó en Hamburgo en 1842, utilizando las más modernas teorías de la época, teniendo en cuenta las condiciones topográficas y las necesidades reales de la comunidad. Este hecho significó un espectacular avance, considerando que los principios fundamentales en que se basó el proyecto no se generalizaron hasta inicios de los 1900, y siguen vigentes en la actualidad.

## Sistemas de saneamiento y drenaje

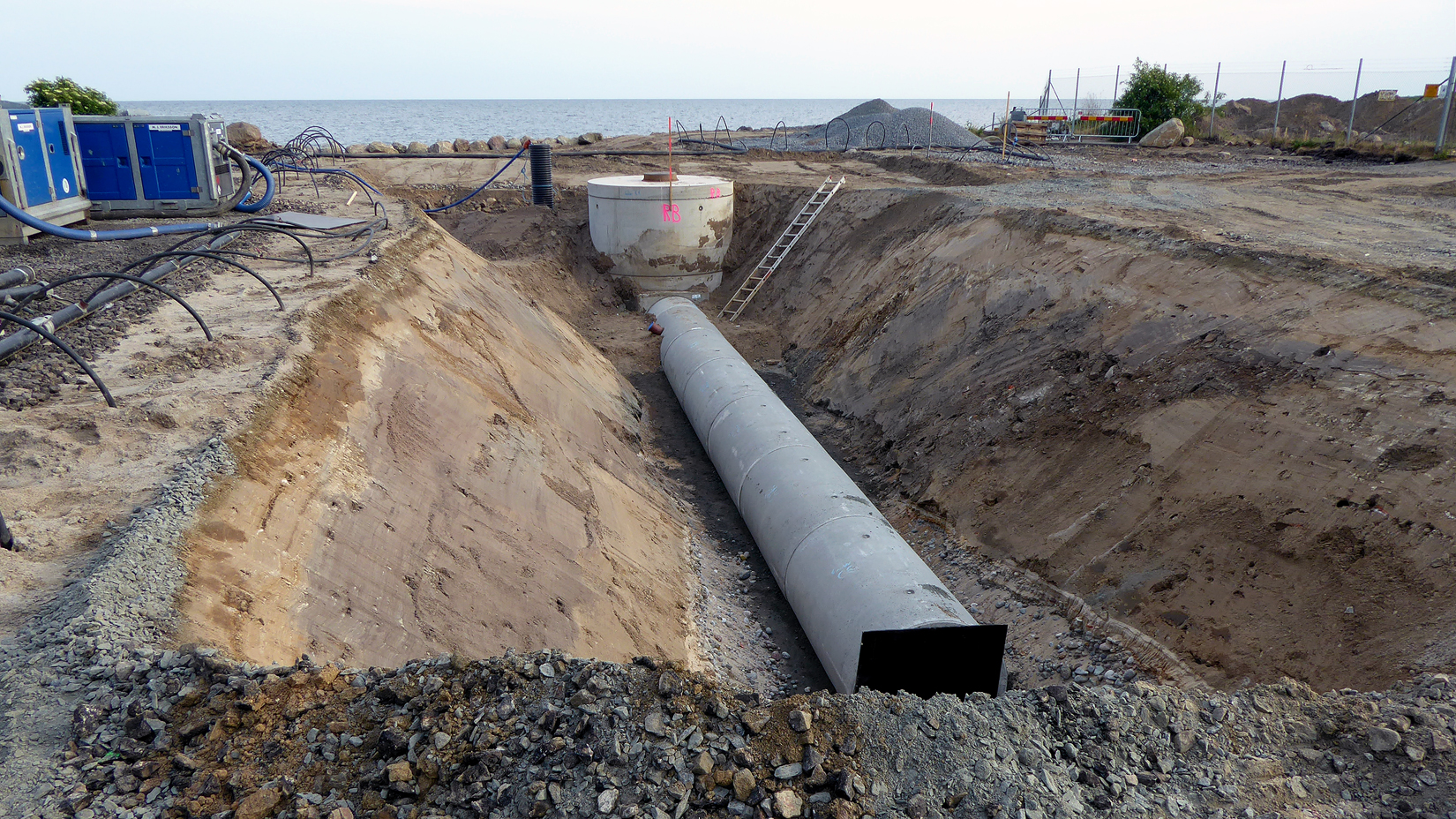
Red de saneamiento en construcción en Ystad, Suecia

Las redes de saneamiento se puede construir de dos modos:
- Redes unitarias: las que se proyectan y construyen para recibir en un único conducto, mezclándolas, tanto las aguas residuales (urbanas e industriales) como las pluviales generadas en el área urbana cubierta por la red.
- Redes separativas o redes separadas: constan de dos canalizaciones totalmente independientes; una, la red de saneamiento, transporta las aguas residuales domésticas, comerciales e industriales hasta una estación depuradora; y la otra, la red de drenaje pluvial, conduce las aguas pluviales hasta el receptor, que puede ser un río, un lago o el mar.

Las redes de saneamiento surgieron en las ciudades europeas durante el siglo XIX en respuesta a los problemas sanitarios y epidemiológicos generados por la deficiente evacuación de las aguas fecales. En aquel momento la mayoría de estas ciudades disponían ya de un sistema de colectores destinados a la evacuación de las aguas de lluvia y residuales, pero sin conexión a estas de las bajantes de los edificios. Las aguas residuales se vertían a la calle y la lluvia las arrastraba a las cloacas, desde donde iban a una cauce.
Desde mediados del siglo XX empezaron a construirse redes separativas, tras la aparición de los primeros sistemas de depuración, y con base en los siguientes argumentos:
- la separación reduce los costes de depuración y simplifica los procesos, puesto que el caudal tratado es menor y, lo que es incluso más importante, más constante;
- la separación reduce la carga contaminante vertida al medio receptor por los episodios de rebosamiento de las redes unitarias.

Siendo correctos los argumentos anteriores, existen también una serie de inconvenientes del saneamiento separativo, del cual desde finales de los años 1990 se está incrementando su uso, principalmente en redes de nueva implantación (la separación de redes unitarias existentes pronto se vio como económica y técnicamente inviable).[cita requerida]
Para el buen funcionamiento de las redes separadas debe prestarse mucha atención a los aspectos que siguen:
- Debe existir un estricto control de vertidos para evitar que se acometan caudales residuales a la red de pluviales (que irían directamente al medio natural sin depurar) y viceversa. Esto último redundaría en una explotación más compleja y costosa de la red de saneamiento.
- La separación completa implica redes interiores separativas en los edificios, con duplicación de las bajantes. En este frente los costes de instalación son importantes.
- Las aguas pluviales urbanas no son aguas limpias, sino que suelen estar sucias, por lo que su vertido directo al cauce puede generar una contaminación apreciable.
- La red de pluviales de una red separativa puede permanecer, en climas secos, sin agua durante periodos de tiempo extensos, sin la autolimpieza de los conductos en tiempo de lluvia, por lo que puede llegar a ser necesaria la descarga de caudales de agua limpia por la red (arquetas de descarga en las cabeceras del saneamiento), reduciendo las ventajas de ahorro y eficiencia.

En comparación con las redes unitarias, los principales problemas son:
- El coste de instalación es muy superior, entre 1,5 y 2 veces la red unitaria equivalente.
- Los grandes cambios en el caudal dificultan mucho la operación de las plantas de tratamiento. Frecuentemente en los periodos de lluvias intensas las plantas de tratamiento son simplemente "by-pasadas", vertiendo los efluentes directamente sin tratamiento en los cuerpos receptores o construyendo balsas de retención para guardar durante unos días el exceso de aguas llegadas, mientras se van depurando.

### Tendencias actuales
A partir de la última década del siglo XX se aprecia, en general, una preocupación de los gobiernos para disminuir la brecha existente entre la cobertura de las redes de abastecimiento de agua y las redes cloacales.
Simultáneamente ya no se acepta pensar en saneamiento si no se integra también el tratamiento adecuado, en función de la categorización del receptor, de las aguas servidas recogidas. (En Europa es obligatorio en poblaciones de más de 5000 habitantes).
Habiendo casi siempre restricciones de carácter presupuestario, salvo casos excepcionales, las autoridades competentes dan prioridad a las redes de saneamiento sobre las redes de recolección de aguas de lluvia.
En muchos países, las características de las redes de saneamiento se han normalizado.

#### Construcción

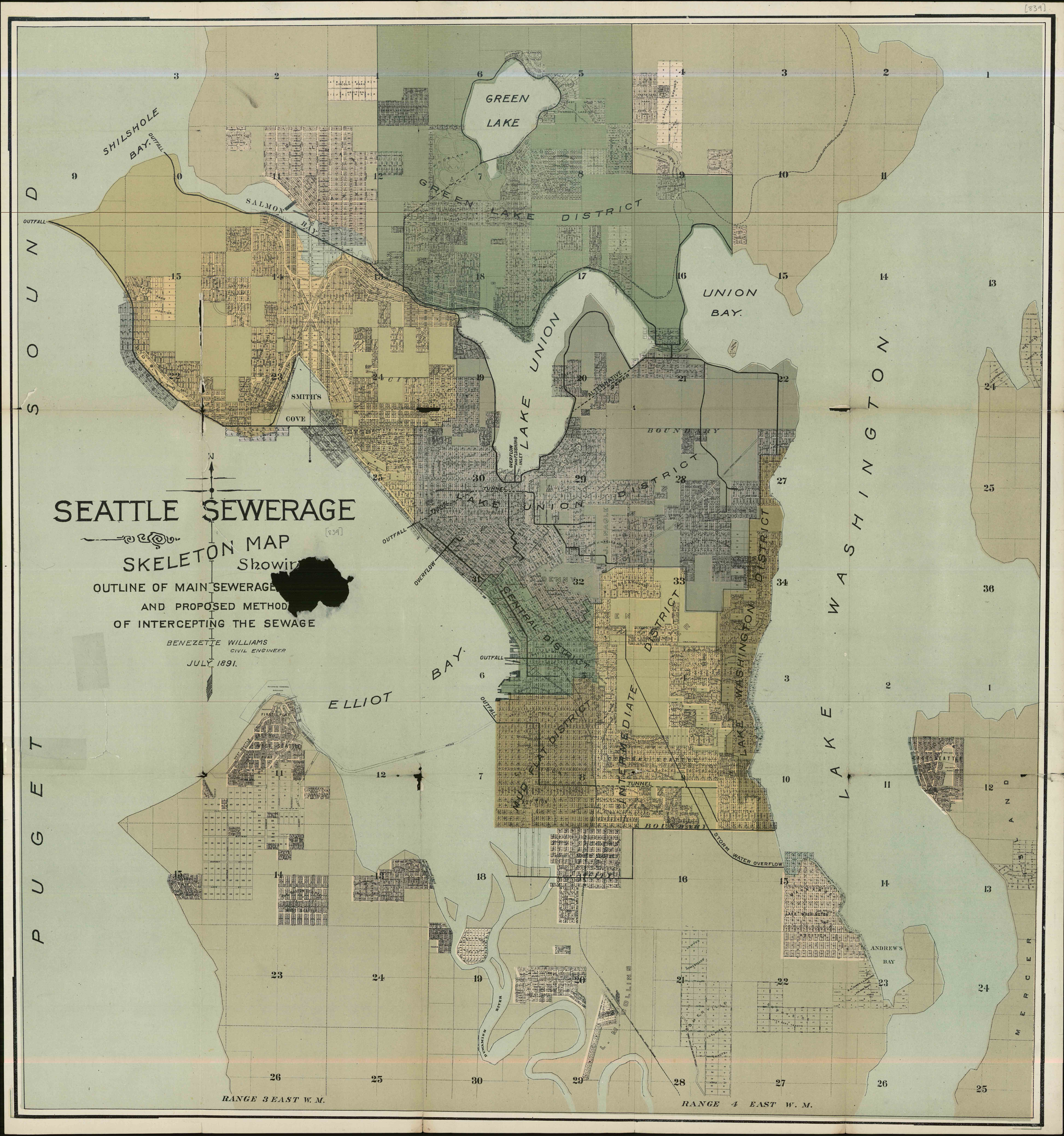
Mapa de la división de Seattle por zonas de desagüe cloacal en 1894

Inicialmente las redes de saneamiento se construían con tubos de cemento, galerías de mampostería, y fibrocemento; y en algunos casos se utilizaron tubo de gres;  actualmente, los materiales más utilizado son los polivinilos, PVC; polietileno, polipropileno, así como tuberías formadas por resinas de Poliéster reforzadas con fibra de vidrio PRFV.
A partir de la década de 1990 cada vez se hace más frecuente el dimensionamiento de las tuberías considerando no solamente la velocidad mínima del agua en la tubería sino que también se considera la fuerza de arrastre del flujo. Esta variante permite trabajar con pendientes menores, lo que se constituye en una ventaja en zonas muy llanas.

#### Drenaje y redes pluviales separativas
Las redes de drenaje pluvial tienen varias concepciones diferentes. Frecuentemente son redes enterradas, pero se combinan con tramos constituidos con canales abiertos.
En la concepción de las redes de drenaje pluvial juegan un papel muy importante, además de la topografía, que domina también en la red de saneamiento, el régimen de precipitaciones en la zona.
La tendencia actual, es que las pluviales sean redes separadas de las de saneamiento, en vez de unitarias, para evitar que se desborden y para aprovechar el agua de las mismas. 

## Componentes de una red de saneamiento
La parte principal de dicho sistema está formada por grandes tuberías (es decir, los colectores, drenajes pluviales o "cloacas") que transportan las aguas residuales desde el punto de producción hasta el punto de tratamiento o descarga. 
Los tipos de sistemas de saneamiento que generalmente son colectores que funcionan por gravedad incluyen:
- Red de saneamiento combinada
- Red de saneamiento simplificada
- Colector de aguas pluviales

Las redes de saneamiento que no dependen únicamente de la gravedad incluyen:
- Sistema de saneamiento de aguas residuales al vacío[11]
- Sistema de alejamiento y tratamiento de efluente

Donde no se ha instalado un sistema de saneamiento, las aguas residuales pueden recolectarse de los hogares por tuberías hacia tanques sépticos o fosas negras, donde pueden tratarse o recolectarse en vehículos y llevarse para su tratamiento o eliminación (un proceso conocido como manejo de lodos fecales).

### Componentes principales de la red
Los componentes principales de una red de saneamiento, descritos en el sentido de circulación del agua, son:
- las acometidas, que son el conjunto de elementos que permiten incorporar a la red las aguas vertidas por un edificio o predio. A su vez se componen usualmente de:
  - una arqueta de arranque, situada ya en el interior de la propiedad particular, y que separa la red de saneamiento privada de las públicas;
  - una tubería de acometida, conducción enterrada entre esa arqueta de arranque y la red de la calle; y
  - un entronque, entre la tubería de acometida y la red de la vía, constituido por una arqueta, pozo u otra solución técnica.
- los colectores terciarios o conductos cloacales, conductos enterrados en las vías públicas, de pequeña sección, que transportan el caudal de acometidas e imbornales hasta un colector;
- los colectores (o «colectores secundarios»), que son las tuberías de mayor sección, frecuentemente visitables, que recogen las aguas de los colectores terciarios y las conducen a los colectores principales. Se sitúan enterrados, en las vías públicas.
- los colectores principales, que son los mayores colectores de la población y reúnen grandes caudales, hasta aportarlos a su destino final o aliviarlos antes de su incorporación a un emisario.
- los aliviaderos de tormentas, que son depósitos donde se retiene el agua procedente de los colectores cuando esta es muy caudalosa por efecto de la lluvia, para evitar inundaciones.
- los emisarios interceptores o simplemente interceptores, que son conducciones que transportan las aguas reunidas por los colectores hasta la depuradora o su vertido al medio natural, tras ser su caudal ya regulado por el aliviadero.

Aguas abajo, y ya fuera de lo que convencionalmente se considera red de saneamiento, se situaría la estación depuradora y el vertido final de las aguas tratadas:
- mediante un emisario, llevadas a un río o arroyo.
- vertidas al mar en proximidad de la costa;
- vertidas al mar mediante un emisario submarino, llevándolas a varias centenas de metros de la costa;
- reutilizadas para riego y otros menesteres apropiados.

### Otros elementos complementarios

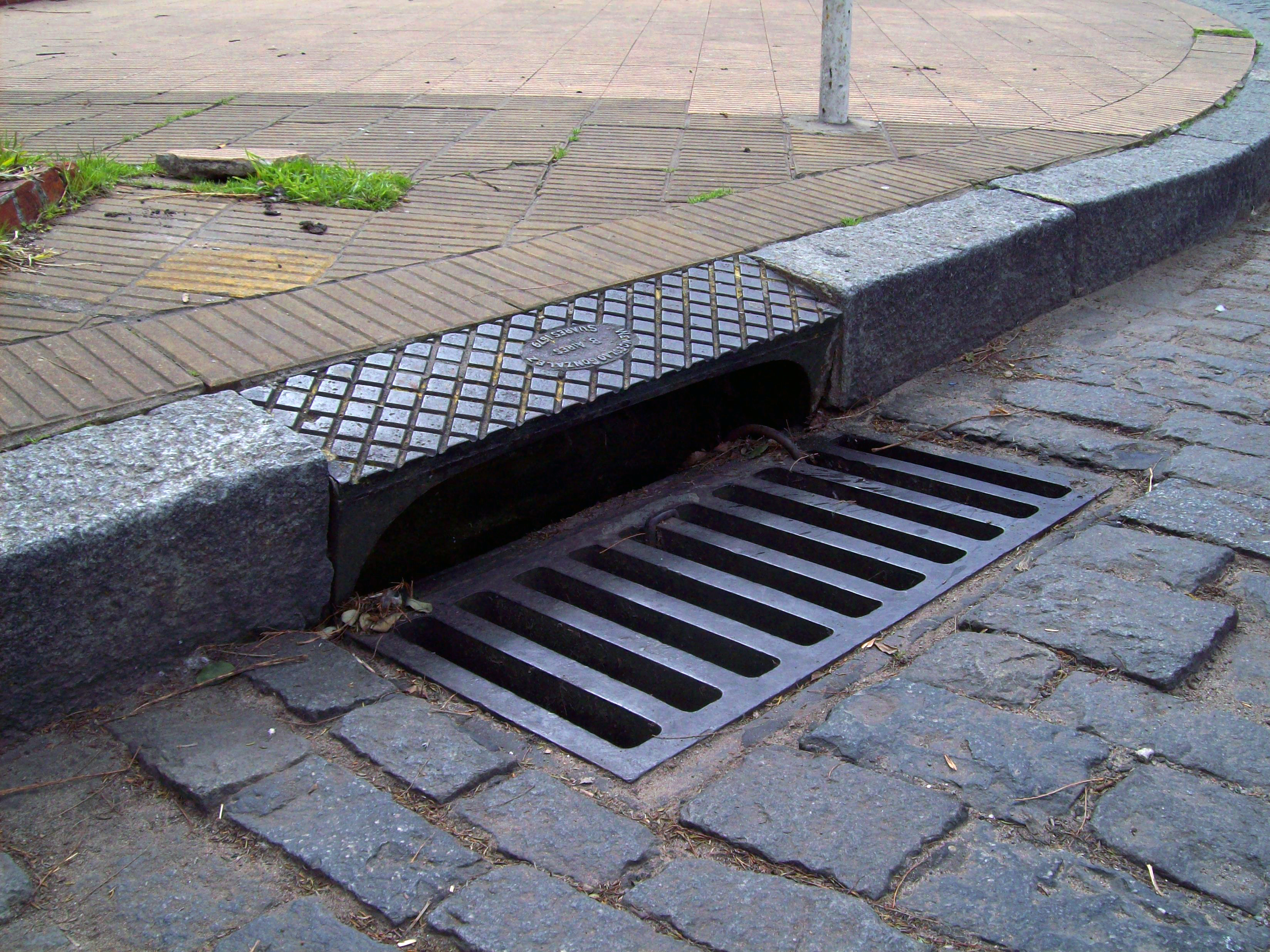
Imbornal para el drenaje del agua de lluvia en Buenos Aires.

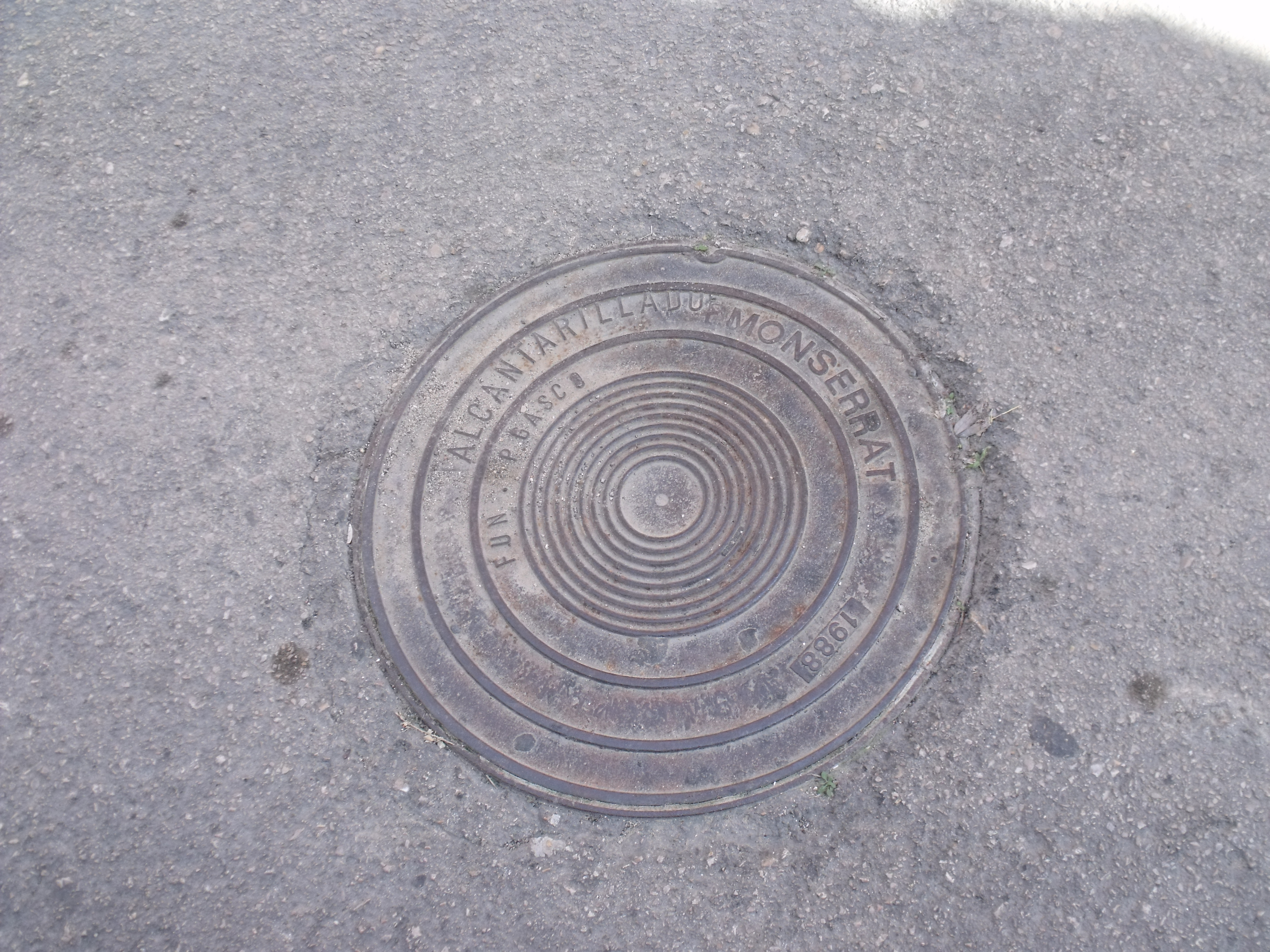
Tapa de registro de una red de saneamiento.

En todas las redes de saneamiento existen, además otros elementos menores:
- Las cunetas, rigolas y caces, que recogen y concentran las aguas pluviales de las vías y de los terrenos colindantes;
- los imbornales, tragantes o sumideros, que son las estructuras destinadas a recolectar el agua pluvial y de baldeo del viario;
- los pozos de inspección, que son cámaras verticales que permiten el acceso a los colectores para facilitar su mantenimiento.

Y en un cierto número de ocasiones son necesarias otras estructuras más importantes:
- Estaciones de bombeo: como la red de saneamiento trabaja por gravedad, para funcionar correctamente las tuberías deben tener una cierta pendiente, calculada para garantizar al agua una velocidad mínima que no permita la sedimentación de los materiales sólidos transportados. En ciudades con topografía plana, los colectores pueden llegar a tener profundidades superiores a 4 - 6 m, lo que hace difícil y costosa su construcción y complicado su mantenimiento. En estos casos puede ser conveniente intercalar en la red estaciones de bombeo, que permiten elevar el agua servida a una cota próxima a la cota de la vía.
- Líneas de impulsión: Tubería en presión que se inicia en una estación de bombeo y se concluye en otro colector o en la estación de tratamiento.
- Depósitos de retención o también pozos o tanques de retención: estructuras de almacenamiento que se utilizan en ciertos casos donde es necesario laminar las avenidas producidas por grandes tormentas, allí donde no son raras (depósitos, tanques o pozos de laminación, o arcas de expansión); y donde es necesario retener un cierto volumen inicial de las lluvias para reducir la contaminación del medio receptor (depósitos, tanques o pozos de tormentas).

## Mantenimiento y rehabilitación
Los ductos y túneles sufren fuerzas de desgaste severas, lo que puede resultar en un deterioro prematuro de la red. Estos incluyen la intrusión de raíces, el desplazamiento de las juntas, grietas y la formación de agujeros que conducen a un volumen significativo de fugas con un riesgo general para el medio ambiente y la salud pública. Por ejemplo, se estima que 500 millones de m3 de agua contaminada al año puede filtrarse al suelo y al agua subterránea en Alemania. La rehabilitación y sustitución de conductos cloacales dañados es muy costoso. Los costos anuales de rehabilitación para el condado de Los Ángeles son de aproximadamente 400 millones de euros, y en Alemania, estos costes se estiman en 100 millones de euros.

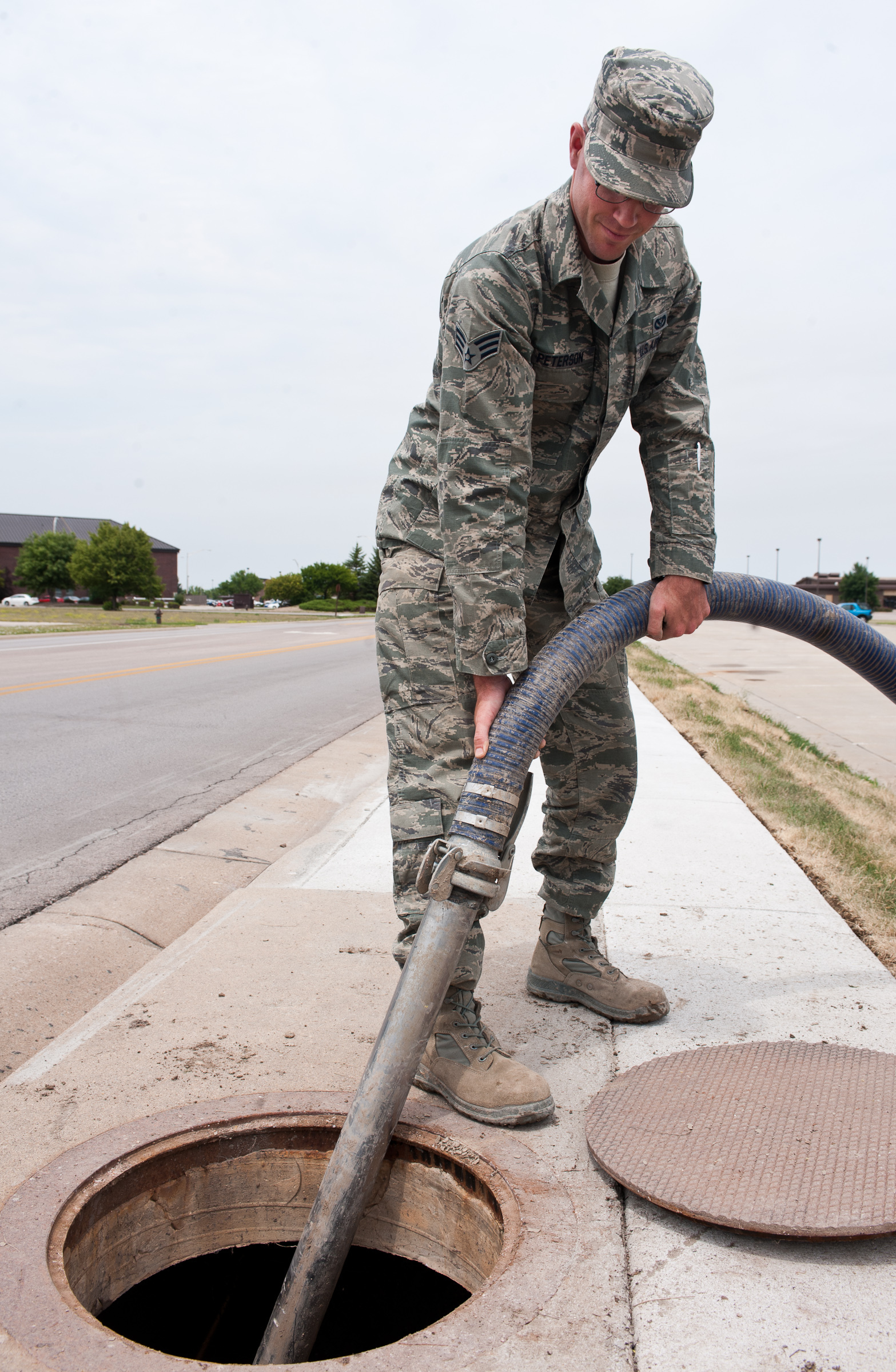
Aspirando escombros de una línea de conducción cloacal

El ácido sulfhídrico (H2S) es indirectamente responsable de la corrosión por sulfuro biogénico y, en consecuencia, los conductos cloacales necesitan trabajos de rehabilitación. Hay varias opciones de reparación disponibles para los propietarios en una amplia gama de costos y durabilidad potencial. Una opción es la aplicación de un material cementoso a base de cemento de aluminato de calcio, luego de una limpieza de la estructura corroída para remover material suelto y contaminantes con el fin de exponer un sustrato sano, rugoso y limpio. Dependiendo de la condición y la contaminación del hormigón, la limpieza puede variar desde una simple limpieza con chorro de agua a alta presión.(200 bar) hasta la hidrodemolición real (2000 bars).

## En países en vía de desarrollo
La red de saneamiento se considera un servicio básico, sin embargo la cobertura de estas redes en las ciudades de países en desarrollo es ínfima en relación con la cobertura de las redes de agua potable. Esto genera importantes problemas sanitarios. Durante mucho tiempo, la preocupación de las autoridades municipales o departamentales estaba más ocupada en construir redes de agua potable, dejando para un futuro indefinido la construcción de las redes de saneamiento. Actualmente la existencia de redes de saneamiento un requisito para aprobar la construcción de nuevas urbanizaciones en la mayoría de las naciones. 